# Megaselia mediterranea
Megaselia mediterranea är en tvåvingeart som beskrevs av Schmitz 1935. Megaselia mediterranea ingår i släktet Megaselia och familjen puckelflugor. Inga underarter finns listade i Catalogue of Life.